# Fuengirola
Fuengirola là một đô thị trong tỉnh Málaga, cộng đồng tự trị Andalusia Tây Ban Nha. Đô thị này có diện tích là 10 ki-lô-mét vuông, dân số năm 2009 là 71.482 người với mật độ 714,82 người/km². Đô thị này cách thành phố Málaga 27 km.